# Echeveria globulosa
Echeveria globulosa är en fetbladsväxtart som beskrevs av Reid Venable Moran. Echeveria globulosa ingår i släktet Echeveria och familjen fetbladsväxter. Inga underarter finns listade i Catalogue of Life.